# Stadtarchiv Esslingen
Das Stadtarchiv Esslingen ist das Archiv der Stadt Esslingen am Neckar.

## Organisation

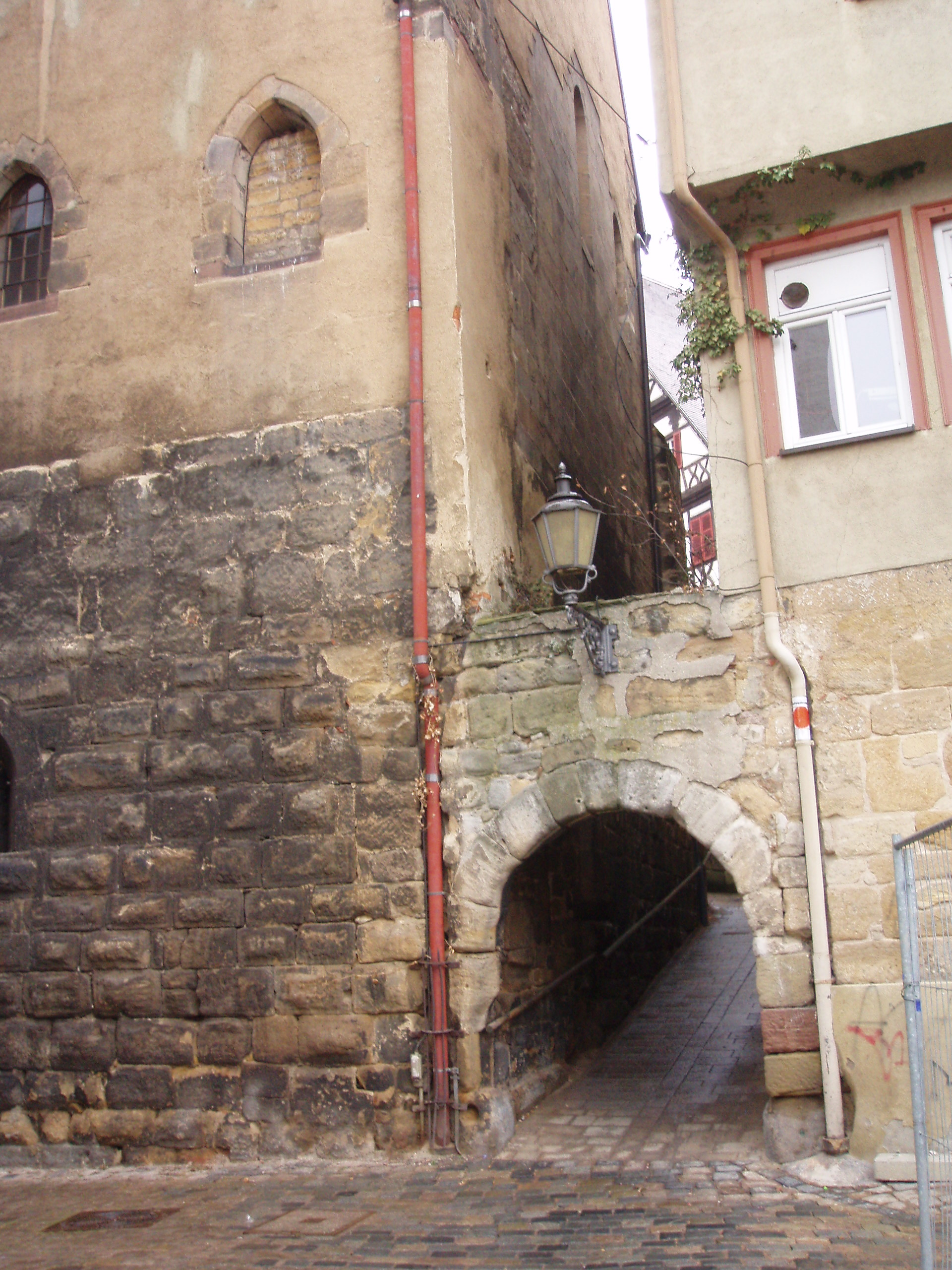
Südseite des Stammhauses

Das Stadtarchiv hat zwei Standorte in Esslingen. Die Hauptstelle des Stadtarchivs sitzt in der ehemaligen Allerheiligenkapelle am Georg-Christian-von-Kessler-Platz 10. Seit 2006 liegt die Nebenstelle in umgebauten Räumen der ehemaligen Maschinenfabrik Roth & Müller am Georg-Christian-von-Kessler-Platz 6, in der jüngere Bestände ab 1803 aufbewahrt werden.
Rechtsgrundlage der Arbeit des Stadtarchivs sind das Landesarchivgesetz und die Satzung „Archiv- und Gebührenordnung der Stadt Esslingen am Neckar“ vom 18. Mai 2015.
Als Mitglied des Kommunalen DIMAG-Verbunds Baden-Württemberg setzt das Stadtarchiv auf die Lösung des Landesarchivs für die digitale Langzeitarchivierung.
Die an der Fernleihe teilnehmende stadthistorische und archivwissenschaftliche Bibliothek sitzt in der Hauptstelle und hat rund 22.000 Titel. Sie ist Teil des Südwestdeutschen Bibliotheksverbunds.
Leiter der Abteilung Stadtarchiv und Stadtarchivar ist Joachim J. Halbekann.

## Geschichte
Die erste urkundliche Erwähnung der um die Mitte des 13. Jahrhunderts an der Stadtmauer errichteten Allerheiligenkapelle stammt aus dem Jahr 1326. Der Umbau zum Archiv erfolgte 1610, zuletzt wurde die Allerheiligenkapelle 1940 renoviert und umgestaltet. Seit 1977 ist das Stadtarchiv hauptamtlich besetzt. Von 1990 bis 2018 gab es außerdem noch die Außenstelle „Orgelbau“ im Nordflügel des Kreuzgangs des Münsters St. Paul.

### Leiter des Stadtarchivs
- Otto Borst (1958–1977)
- Walter Bernhardt (1977–2001)
- Joachim J. Halbekann (seit 2002)

## Bestände
Aus der reichsstädtischen Zeit sind etwa 10.000 Urkunden von 1241 bis zum Ende der Reichsstadtzeit vorhanden, darunter Akten und Bände der städtischen Registratur vom 13. bis zum 19. Jahrhundert, etwa Missivenbücher (1434–1440, 1448–1598), Ratsprotokolle (1529–1802), Steuerbücher (1360–1459), Eidsteuerzettel (1711–1794), Inventuren und Teilungen (16.–18. Jh.), Protocollum Civilium Contractum (1597–1763), Stadt- und Kaufbücher (1577–1805), Reichstagsakten (1473–1802) und Kreistagsakten (1517–1801). Für das Katharinenhospital sind Akten und Bände des Katharinenhospitals und der nach der Reformation aufgelösten Klöster vorhanden, darunter Distributenbücher (1463–1577), Pflegbücher (1540–1571), Pfründbücher (1534–1571) und Rechnungen (1595–1828). Das Stadtarchiv besitzt außerdem 383 Bände Lagerbücher von 1304 bis 1817 sowie Protokolle und Rechnungen der Kirchenkastenverwaltung von 1559 bis 1826 sowie noch aus späteren Zeiten.
Ferner sind die Gemeinderatsprotokolle seit 1802 im Stadtarchiv Esslingen zu finden, Unterlagen der städtischen Ämter, Zeitungen ab 1824, Bauakten vor allem aus der Zeit zwischen 1843 und 1911, Dampfkesselakten von 1853 bis 1956, Kaufbücher mit Beilagen von 1805 bis 1897 sowie weitere Materialien für die Zeit nach 1802.
Zu den heutigen Ortsteilen Berkheim, Hegensberg, Oberesslingen und Zell gibt es Gemeindearchive.
Das Stadtarchiv bewahrt insbesondere Dokumente zu Bau-, Sozial- und Musikgeschichte der Stadt Esslingen auf. Weniger ergiebig sind die Bestände auf dem Gebiet der Wirtschaftsgeschichte.

### Baugeschichte
Für die Zeit vor 1802 stehen außer dem Kandlerschen Riss, dem ersten historischen Stadtplan Esslingens, und den Beschreibungen von 1773/74 nur wenige Dokumente zur Verfügung. Das Stadtarchiv Esslingen besitzt für die Zeit ab 1802 Feuerversicherungs- und Adressbücher sowie Bauakten und Bilder von Gebäuden.

### Sozialgeschichte
Neben den Inventur- und Teilungsakten, die über Vermögensverhältnisse Auskunft geben, besitzt das Stadtarchiv Esslingen auch Bestände zum Katharinenhospital, zur Kirchenkasten- und Stiftungsverwaltung sowie zum Wohlfahrtsamt.

### Musikgeschichte
Das Esslinger Stadtarchiv bewahrt den Nachlass des Komponisten Christian Fink auf, ferner das Archiv des Esslinger Liederkranzes und einen Teil der Unterlagen des Bürgergesangvereins, der sich 1936 mit dem Liederkranz vereinigte, und Unterlagen von Elisabeth Mülberger geb. Leisinger.

### Dokumente über Personen
Urkundenbestände aus reichsstädtischer Zeit, die durch Indices erschlossen sind, stehen im Stadtarchiv Esslingen ebenso zur Verfügung wie Inventur- und Teilungsakten aus dem 19. Jahrhundert. Adressbücher der Jahrgänge 1847 bis 1985 sind vorhanden.

## Publikationen
Das Stadtarchiv gibt neben zwei Publikationsreihen auch Sonderveröffentlichungen heraus. Die Reihe Esslinger Studien setzt die 2018 eingestellten eigenständigen Reihen „Esslinger Studien. Zeitschrift“ (Bände 1–48, gelegentlich auch als Jahrbuch bezeichnet) und „Esslinger Studien. Schriftenreihe“ (Bände 1–24) in der Zählung der Zeitschrift fort. Die zweite Veröffentlichungsreihe des Stadtarchivs nennt sich „Kleine Schriften des Stadtarchivs“.